# Francisco Veiga
Francisco José Veiga Rodríguez (Madrid, 1958) es un historiador, periodista y escritor español. Es doctor y catedrático del departamento de Historia Contemporánea de la Universidad Autónoma de Barcelona (UAB), donde es profesor desde 1983, con preferencia por Europa Oriental, los países de la antigua Unión Soviética, los países de la península balcánica o Turquía. Es autor de artículos periodísticos habituales en prensa como en El periódico de Catalunya o en El País.
Su producción historiográfica ha tratado temas como el período de entreguerras (1918-1939), la Guerra Fría (1948-1991), la «Posguerra Fría» (1991-2008), la teoría de las crisis específicas posteriores surgidas tras la caída del Imperio Otomano o el resurgimiento del nacionalismo y la extrema derecha. Ha escrito artículos para el diario Avui (1987-1989), El Observador de la Actualidad (1990-1993) y sobre todo, El Periódico y El País, donde ha estado publicando diversas crónicas sobre la revolución rumana de 1989, las guerras yugoslavas (1991-2001), las transiciones políticas en la península balcánica o en Turquía, incluyendo la candidatura de este último país como candidato a la ampliación de la Unión Europea. También es coautor de un estudio sobre la Primavera Árabe a través de la experiencia de Yemen, de una historia de la revolución rusa y ha coordinado una obra colectiva sobre el nuevo papel de Eurasia en la geoestrategia mundial. 

## Obra

### Ensayo e investigación
- Veiga, F. (1982). El fascismo en Rumanía y la Guardia de Hierro. Ateneu Barcelonès. Secció d'Història i Geografia. Consultado el 30 de marzo de 2021.
- Veiga, F. (1989). La Mística del ultranacionalismo: (historia de la Guardia de Hierro), Rumania, 1919-1941. ISBN 978-84-7488-497-5. Consultado el 30 de marzo de 2021.
- Veiga, F. (1993). Els Balcans: la desfeta d'un somni, 1945-1991. Eumo. ISBN 978-84-7602-808-7. Consultado el 30 de marzo de 2021.
- Veiga, F. (1995). La trampa balcánica: una crisis europea de fin de siglo. Grijalbo. ISBN 978-84-253-2793-3. Consultado el 30 de marzo de 2021.[6]
- Ucelay da Cal, Enric; Veiga, Francisco (1994). El fin del segundo milenio: (un siglo de miedos apocalípticos, 1814-1989). Planeta. ISBN 978-84-320-9492-7. Consultado el 30 de marzo de 2021.
- Veiga, F.; Duarte, Angel; Ucelay da Cal, Enric (1996). La Paz Simulada: una historia de la guerra fría 1941-1991. Alianza Editorial. ISBN 978-84-206-4827-9. Consultado el 30 de marzo de 2021.
- Veiga, F. (2004). Slobo: una biografía no autorizada de Milošević. Random House Mondadori. ISBN 978-84-8306-567-9. Consultado el 30 de marzo de 2021.
- Veiga, F. (2019) [2006]. El turco. Debate. ISBN 978-84-8306-670-6. Consultado el 29 de marzo de 2021.
- Veiga, F. (2015) [2009]. El desequilibrio como orden. Una historia de la Posguerra Fría, 1990-2008. Alianza Editorial. ISBN 978-84-206-9928-8. Consultado el 29 de marzo de 2021.
- Veiga, F. (2011). La Fábrica de las Fronteras, Guerras de Secesión Yugoslavas 1991-2001. Alianza Editorial. ISBN 978-84-206-6407-1. Consultado el 29 de marzo de 2021.
- Veiga, F.; Hamad Zahonero, Leyla; Gutiérrez de Terán, Ignacio (2014). Yemen. La clave olvidada del mundo árabe. Alianza Editorial. ISBN 978-84-206-8589-2. Consultado el 29 de marzo de 2021.
- Veiga, F.; Martín, Pablo (2014). Las guerras de la Gran Guerra (1914-1923). Catarata. p. Juan. ISBN 978-84-8319-888-9. Consultado el 29 de marzo de 2021.
- Veiga, F.; Sánchez Monroe, Juan; Martín, Pablo (2017). Entre dos octubres. Alianza Editorial. ISBN 978-84-9104-674-5. Consultado el 29 de marzo de 2021.
- Veiga, Francisco; Forti, Steven; Moles, Jelena; González-Villa, Carlos (2019). Patriotas indignados. Alianza Editorial. ISBN 978-84-9181-722-2. Consultado el 29 de marzo de 2021.

### Novela negra
- Veiga, F. (2018). Ciudad para ser herida. Colección Negra 1. Editorial Mankell. ISBN 978-84-9181-722-2. Consultado el 30 de marzo de 2021.

- Veiga, F. (2014). Las reglas de la cabra. Colección Negra 2. Editorial Mankell. ISBN 978-84-122355-0-0. Consultado el 29 de marzo de 2021.